# Perijáinka
Perijáinka (Coeligena consita) är en fågel i familjen kolibrier.

## Utbredning och systematik
Fågeln förekommer endast i bergsområdet Sierra de Perijá på gränsen mellan Colombia och Venezuela. Den kategoriserades tidigare som underart till gyllenbukig inka (Coeligena bonapartei) men urskildes 2016 som egen art av BirdLife International, 2022 av tongivande eBird/Clements och 2023 av International Ornithological Congress.

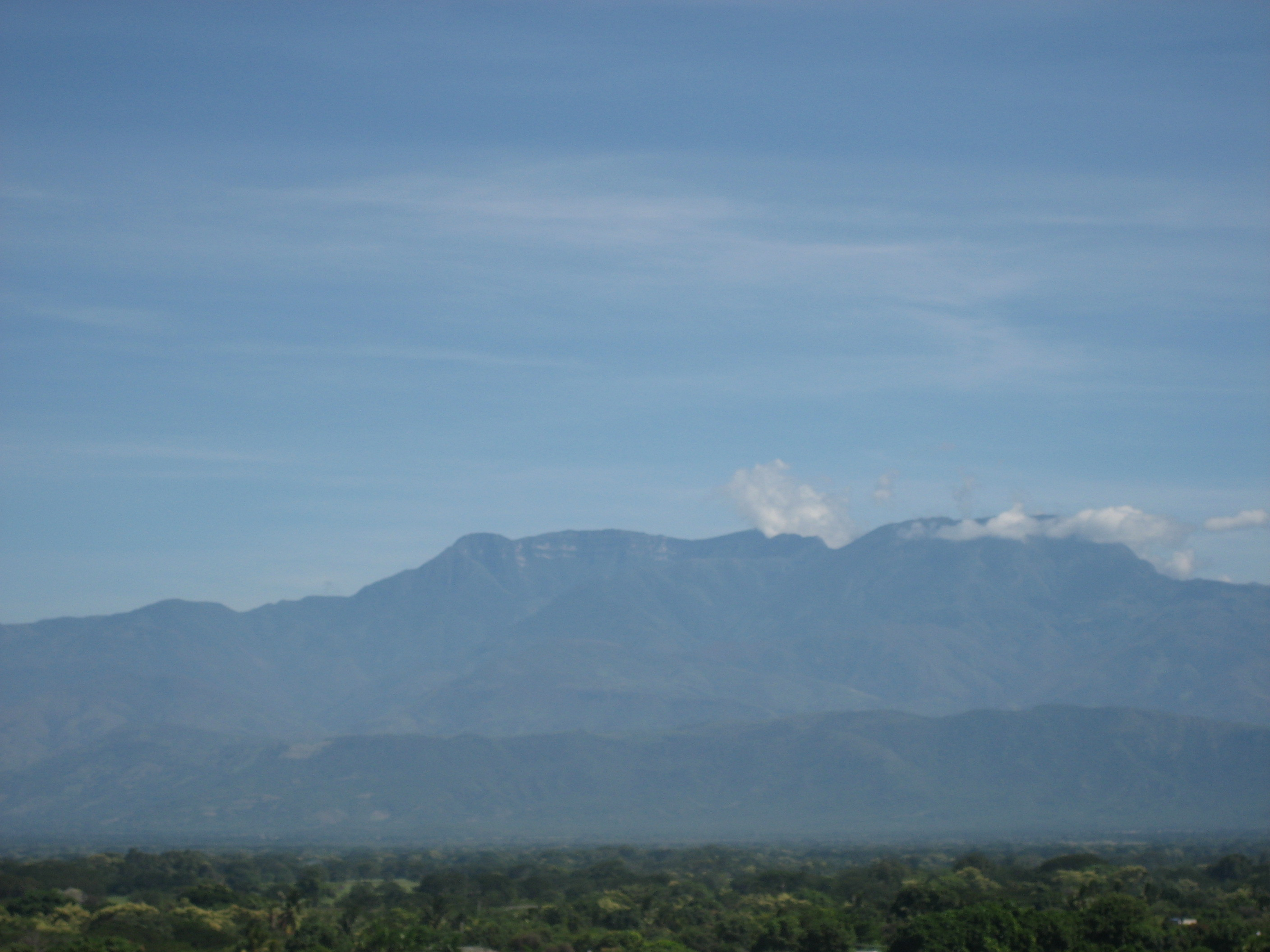
Fågeln är endemisk för bergsområdet Serranía de Perijá i nordligaste Colombia och Venezuela.

## Status
Den kategoriseras av IUCN som starkt hotad.